# Alte Feste
Pour les articles homonymes, voir Vieux Fort (homonymie).

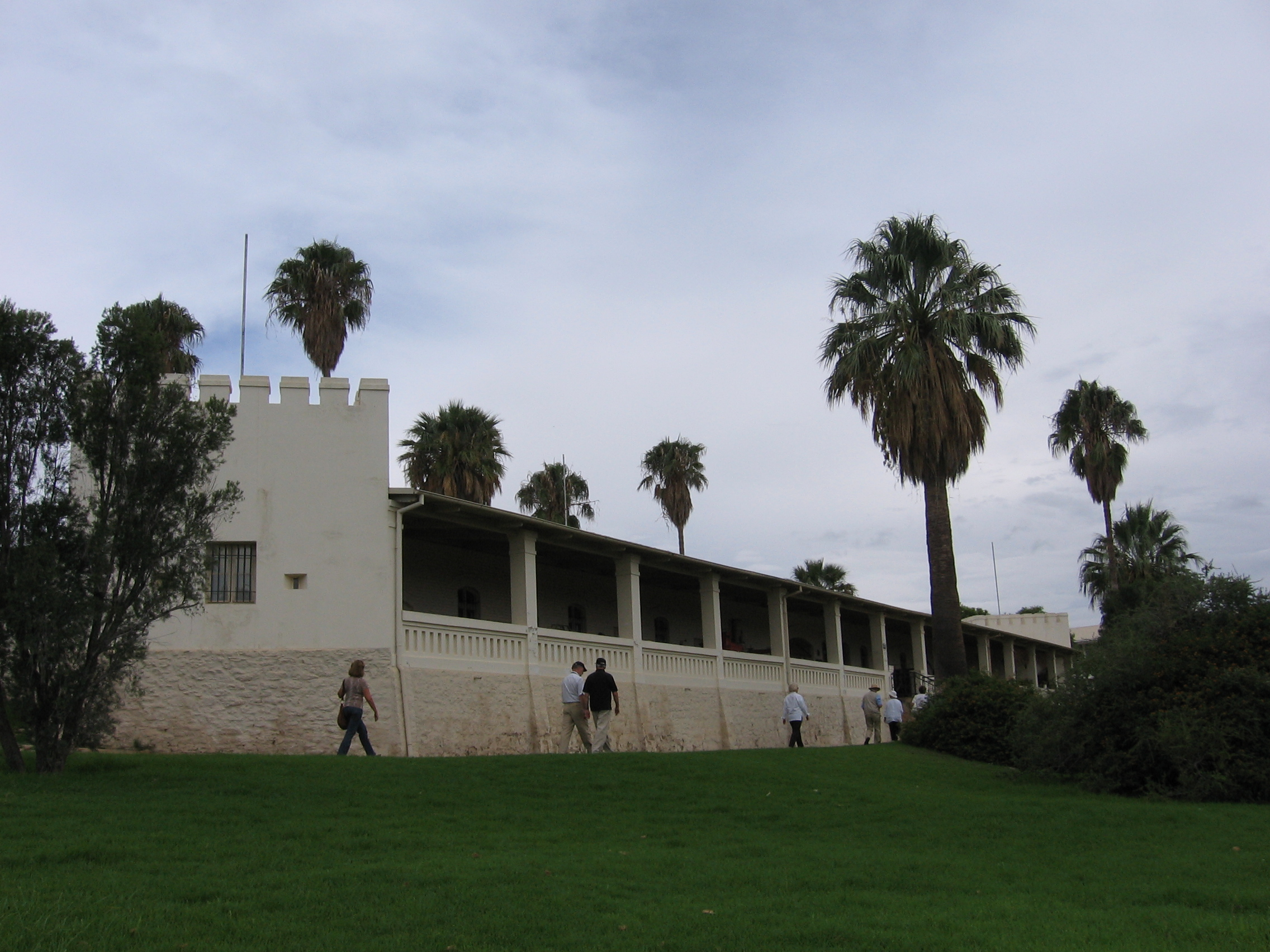
L'Alte Feste en avril 2006

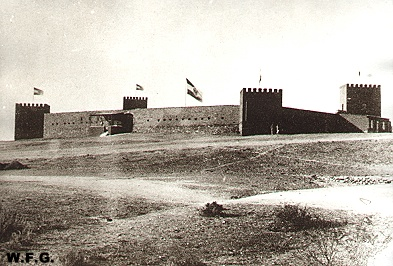
L'Alte Feste en 1891

L' Alte Feste (Ancienne Forteresse ou Vieux Fort) est une forteresse et un musée du centre-ville de Windhoek, la capitale de la Namibie.

## Historique
Le bâtiment est conçu par le capitaine Curt von François pour servir en tant que point central aux forces impériales allemandes, les troupes coloniales et indigènes allemandes (Schutztruppe) au cours de la colonisation allemande du Sud-Ouest de l'Afrique. L'emplacement de Windhoek, qui a été abandonné et complètement détruit à l'époque, a été choisi parce que les Allemands ont jugé qu'il pourrait servir de zone tampon entre les tribus Nama et Herero. Le fort n'a, toutefois, jamais participé à une action militaire.
La construction est entamée en octobre 1890 par Gustav Tünschel. Le bâtiment est remanié à plusieurs reprises au cours des premières années; et n'est achevé qu'en 1915. Il se compose d'une cour intérieure avec de hauts murs et des logements pour les troupes de l'intérieur, ainsi que quatre tours. Alte Feste est le plus ancien bâtiment de la ville qui a par la suite s'est redéveloppé autour du site.
Pendant la première Guerre Mondiale, les positions allemandes en  Afrique du Sud-Ouest et notamment à Windhoek sont occupées par l'armée Sud-Africaine en 1915. Le lieu leur sert de quartier général.
En 1935, le fort est transformé en une auberge pour les étudiants de la Windhoek High School. En 1963, il devient un musée national. En 2010, le Reiterdenkmal, un monument équestre de Windhoek, bien connu, est placé devant l'entrée de l'Alte Feste. Il est finalement déboulonné en décembre 2013 pour être placé dans la cour centrale de l'Alte Feste.